# Арвореду
Арвореду (порт. Arvoredo)  —  муниципалитет в Бразилии, входит в штат Санта-Катарина. Составная часть мезорегиона Запад штата Санта-Катарина. Входит в экономико-статистический  микрорегион Конкордия. Население составляет 2026 человек на 2006 год. Занимает площадь 90,709 км². Плотность населения — 22,3 чел./км².

## История
Город основан 9 января 1992 года.

## Статистика
- Валовой внутренний продукт на 2003 составляет 32.397.247,00 реалов (данные: Бразильский институт географии и статистики).
- Валовой внутренний продукт на душу населения на 2003 составляет 15.040,51 реалов (данные: Бразильский институт географии и статистики).
- Индекс развития человеческого потенциала на 2000 составляет 0,751 (данные: Программа развития ООН).